# 筆ケ崎町
筆ケ崎町（ふでがさきちょう）は、大阪府大阪市天王寺区にある町名。丁番を持たない単独町名である。

## 地理
天王寺区の東部に位置し、東に東上町、西に石ケ辻町、南の東側に堂ケ芝、西側に細工谷、北に小橋町、北東に味原町と接している。

## 世帯数と人口
2019年（平成31年）3月31日現在の世帯数と人口は以下の通りである。
| 町丁     | 世帯数    | 人口    |
| -------- | --------- | ------- |
| 筆ケ崎町 | 1,721世帯 | 3,518人 |

### 人口の変遷
国勢調査による人口の推移。
| 1995年（平成7年）  | 959人   | [ 5 ] |  |
| 2000年（平成12年） | 787人   | [ 6 ] |  |
| 2005年（平成17年） | 1,365人 | [ 7 ] |  |
| 2010年（平成22年） | 3,704人 | [ 8 ] |  |
| 2015年（平成27年） | 3,780人 | [ 9 ] |  |

### 世帯数の変遷
国勢調査による世帯数の推移。
| 1995年（平成7年）  | 434世帯   | [ 5 ] |  |
| 2000年（平成12年） | 404世帯   | [ 6 ] |  |
| 2005年（平成17年） | 671世帯   | [ 7 ] |  |
| 2010年（平成22年） | 1,679世帯 | [ 8 ] |  |
| 2015年（平成27年） | 1,725世帯 | [ 9 ] |  |

## 事業所
2016年（平成28年）現在の経済センサス調査による事業所数と従業員数は以下の通りである。
| 町丁     | 事業所数 | 従業員数 |
| -------- | -------- | -------- |
| 筆ケ崎町 | 74事業所 | 3,133人  |

## 交通
- 玉造筋

## 施設
- 大阪赤十字病院
- 大阪赤十字看護専門学校
- 早石病院
- 阪急オアシス 桃坂店
- ザ・上本町タワー
- 上本町ヒルズマーク

## その他

### 日本郵便
- 〒543-0027[3]（集配局：天王寺郵便局[11]）